# A Nossa Tarde
A Nossa Tarde é um talk show português apresentado por Tânia Ribas de Oliveira. O programa estreou a 22 de abril de 2019, substituindo o Agora Nós, nas tardes da RTP1.

## Formato
O novo programa das tardes da RTP foi pensado a partir da essência da apresentadora, Tânia Ribas de Oliveira. Tem, por isso, um lado mais emocional, com base em histórias com final feliz, e um lado muito divertido, ou não fosse a nossa Tânia uma pessoa que gosta de dar umas belas e sonoras gargalhadas. 

## Apresentadores
| Apresentadora residente | Período         |
| ----------------------- | --------------- |
| Tânia Ribas de Oliveira | 2019 - presente |

| Apresentadores substitutos | Período                      |
| -------------------------- | ---------------------------- |
| Vanessa Oliveira           | 2020 - 2023/ 2024 - presente |
| José Pedro Vasconcelos     | 2022                         |
| José Carlos Malato         | 2023 - 2024                  |
| Joana Teles                | 2023                         |

| Apresentadores de Emissão especial | Período |
| ---------------------------------- | ------- |
| Tânia Ribas de Oliveira            | 2024    |
| José Carlos Malato                 | 2024    |
| Inês Carranca                      | 2024    |
| Tiago Góes Ferreira                | 2024    |

## Repórteres
| Repórteres           | Ano                    |
| -------------------- | ---------------------- |
| Tiago Góes Ferreira  | 2019 - presente        |
| Inês Carranca        | 2019 - presente        |
| Hélder Reis          | 2020 - presente        |
| Isabel Angelino      | 2020 / 2022 - 2023     |
| Serenella Andrade    | 2022 - presente        |
| Rita Belinha         | 2022 / 2025 - presente |
| José Manuel Monteiro | 2024                   |
| Lara Lopes           | 2024 - presente        |
| Marta Mota           | 2024 - presente        |

## História
Em 15 de fevereiro de 2019, foi anunciado que Tânia Ribas de Oliveira e Zé Pedro Vasconcelos deixariam a condução do programa Agora Nós para trabalharem em novos projetos, passando a apresentação a estar a cargo de Vanessa Oliveira entre 18 de fevereiro de 2019 e 17 de abril de 2019. 
Mais tarde, José Fragoso, diretor de programas da RTP, afirmou que o novo projeto de Tânia Ribas de Oliveira é “mais emocional, com mais presença na rua, mais histórias de pessoas e sem rubricas fixas" e que o novo formato irá substituir o Agora Nós, apresentado por Vanessa Oliveira, que tem fim marcado para o dia 17 de abril. 
No dia 12 de abril, foi revelado o nome oficial do novo programa da RTP1 que será apresentado por Tânia Ribas de Oliveira. A Nossa Tarde tem estreia marcada para 22 de abril.
O programa é transmitido entre as 15h15 e as 17h30.
De 31 de julho de 2023 a 4 de agosto de 2023, devido aos congestionamentos causados pela Jornada Mundial da Juventude de 2023, o programa foi apresentado por Joana Teles, a partir dos Estúdios da RTP Porto, no Monte da Virgem. A apresentadora encontrava-se a substituir Sónia Araújo, no Praça da Alegria, ao lado de Jorge Gabriel. Rita Belinha foi quem a substituiu no matutino da RTP1.

## Audiências
Na estreia, "A Nossa Tarde" foi vice-líder de audiências conseguindo 258 mil espectadores (2,7% de audiência média e 11,5% de share). O pico de liderança foi registado frente ao episódio da reposição de Amor Maior.
A edição de 19 de dezembro de 2019 do A Nossa Tarde foi a mais vista do programa, que estreou em abril deste ano. Tânia Ribas de Oliveira conseguiu uma média de 263 mil espectadores (2,8% / 11,2%). 
A 30 de janeiro de 2020 Tânia Ribas de Oliveira cresceu para o melhor valor em 2020 com 3.0 de rating e 14.9% de quota média de mercado. Foram 281.400 os espectadores que seguiram em média o “A Nossa Tarde”. 
A partir de janeiro de 2021 o programa perde espectadores, devidos às novas apostas da SIC  e da TVI, Júlia e Goucha, respetivamente.
A edição de 6 de dezembro de 2021 marcou 13,1% de share, o valor mais alto deste ano, e 2,9% de audiência média, sendo vice-líder pela primeira vez em 2021. No mesmo horário, Goucha (3,2% / 12,8%) foi o mais prejudicado e Júlia (4,3% / 16,9%) manteve a liderança durante quase toda a emissão.